# Hydrophis brookii
Espèce
Synonymes
- Hydrophis consobrinus Smith, 1917
- Hydrophis brookei Günther, 1872
- Hydrophis brooki Günther, 1872

Statut de conservation UICN

 LC  : Préoccupation mineure
Hydrophis brookii ou Hydrophide de Brook est une espèce de serpents de la famille des Elapidae.

## Habitat et répartition
Cette espèce se rencontre dans les eaux du Viêt Nam, de Thaïlande (nombreux dans le golfe de Thaïlande), de Malaisie et d'Indonésie.
L'Hydrophide de Brook se trouve le long des côtes , dans les eaux mêlées et saumâtres des estuaires et aussi en eaux douces. Il est particulièrement abondant dans le lac Songkhla en Thaïlande.

## Description
L'hydrophide de Brook mesure jusqu'à 1 m de long. Son corps est blanc bleuté avec 60 à 80 barres sombres.

## Publication originale
- Günther, 1872 : On the reptiles and amphibians of Borneo. Proceedings of the Zoological Society of London, vol. 1872, p. 586-600 (texte intégral).